# Моргейт (станция метро)
Моргейт (англ. Moorgate) — станция лондонского метро в городском районе, называемом Лондонский Сити. На станции останавливаются поезда четырёх линий: Северной, Кольцевой, Хаммерсмит-энд-Сити и Метрополитен). Относится к первой тарифной зоне.
Платформы для Северной линии открыли в феврале 1900 года во время продления существующей линии от станции «Стоквелл».

## Галерея

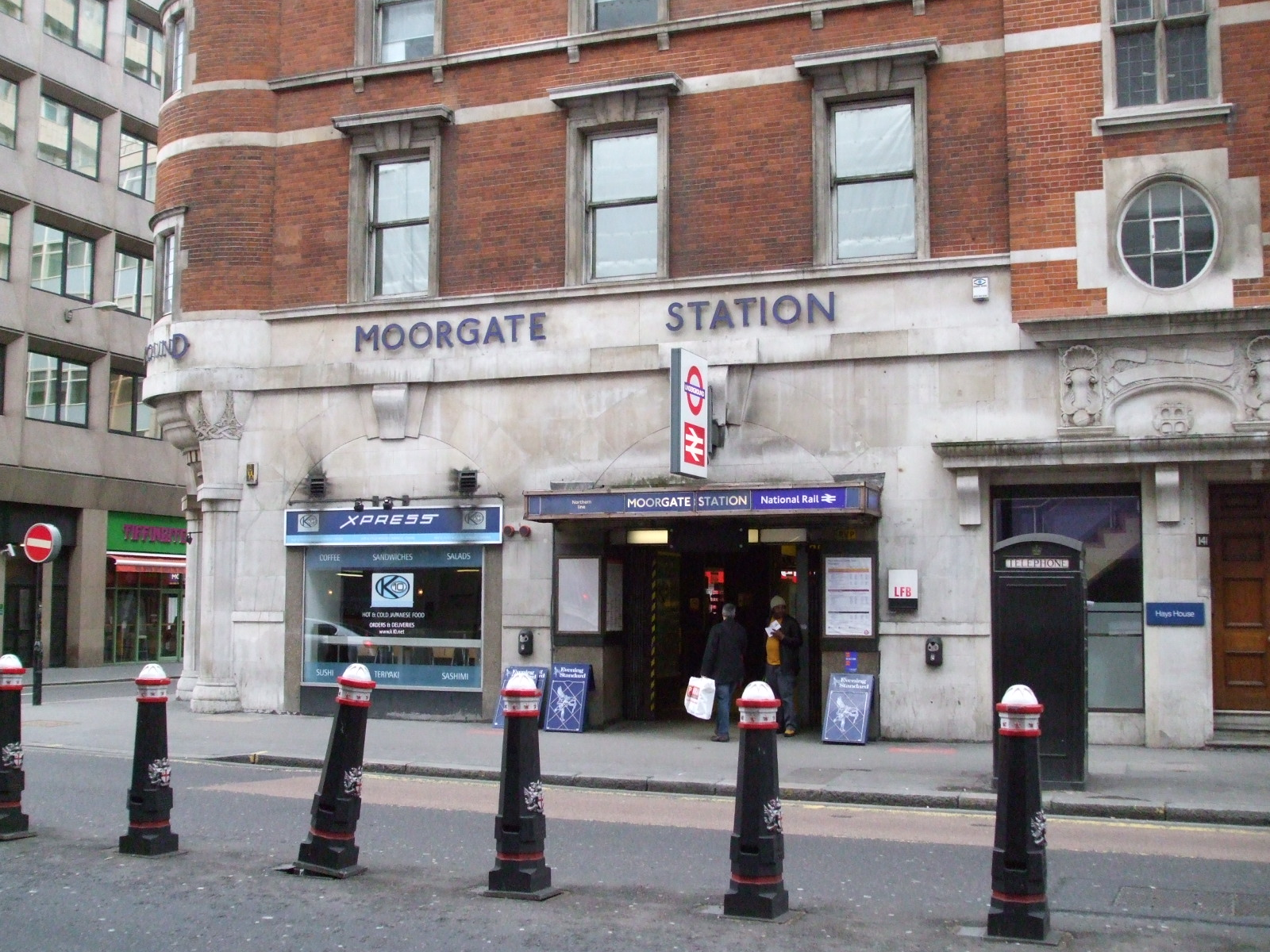
Наземный вестибюль станции
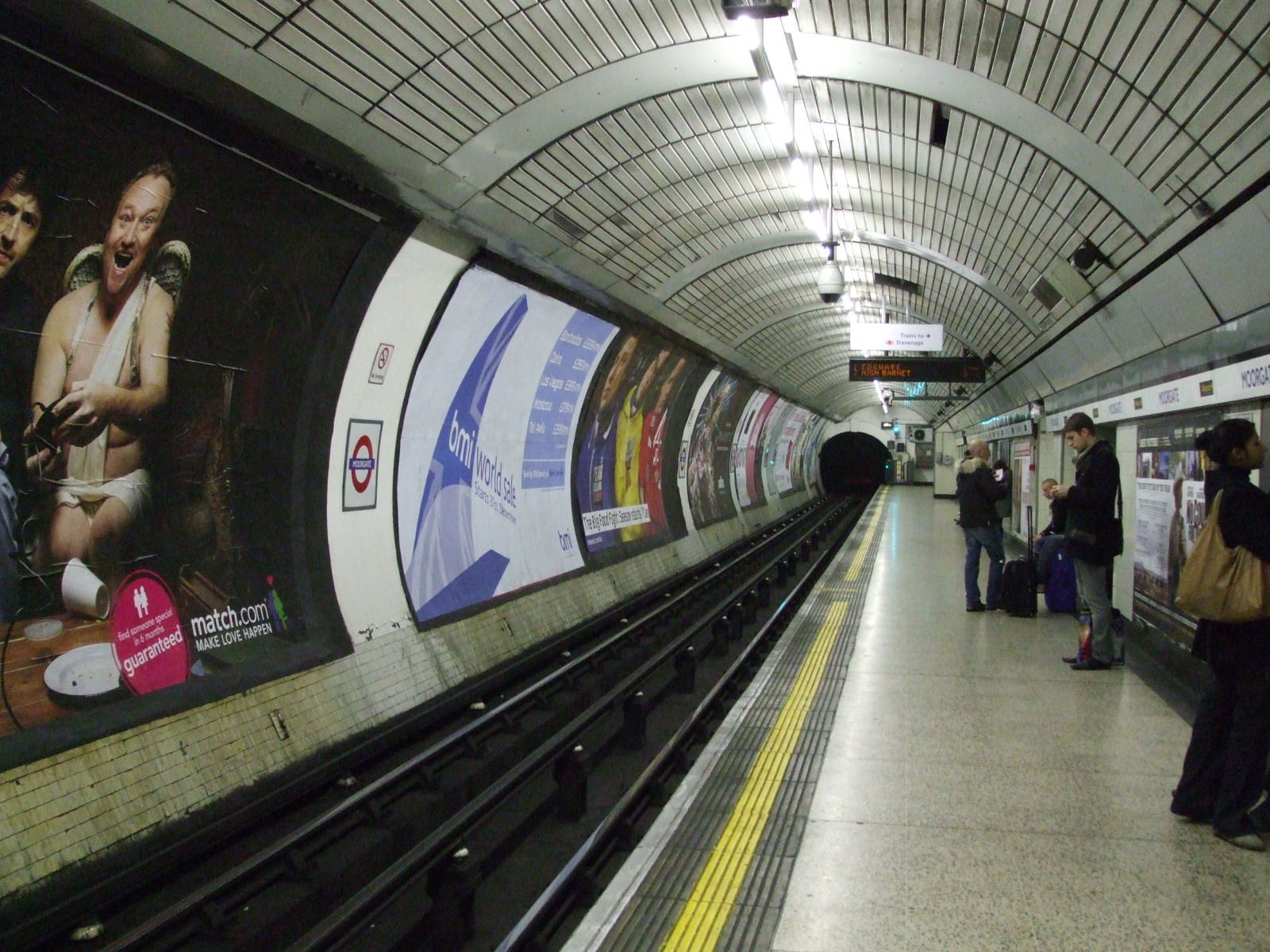
Платформа Северной линии
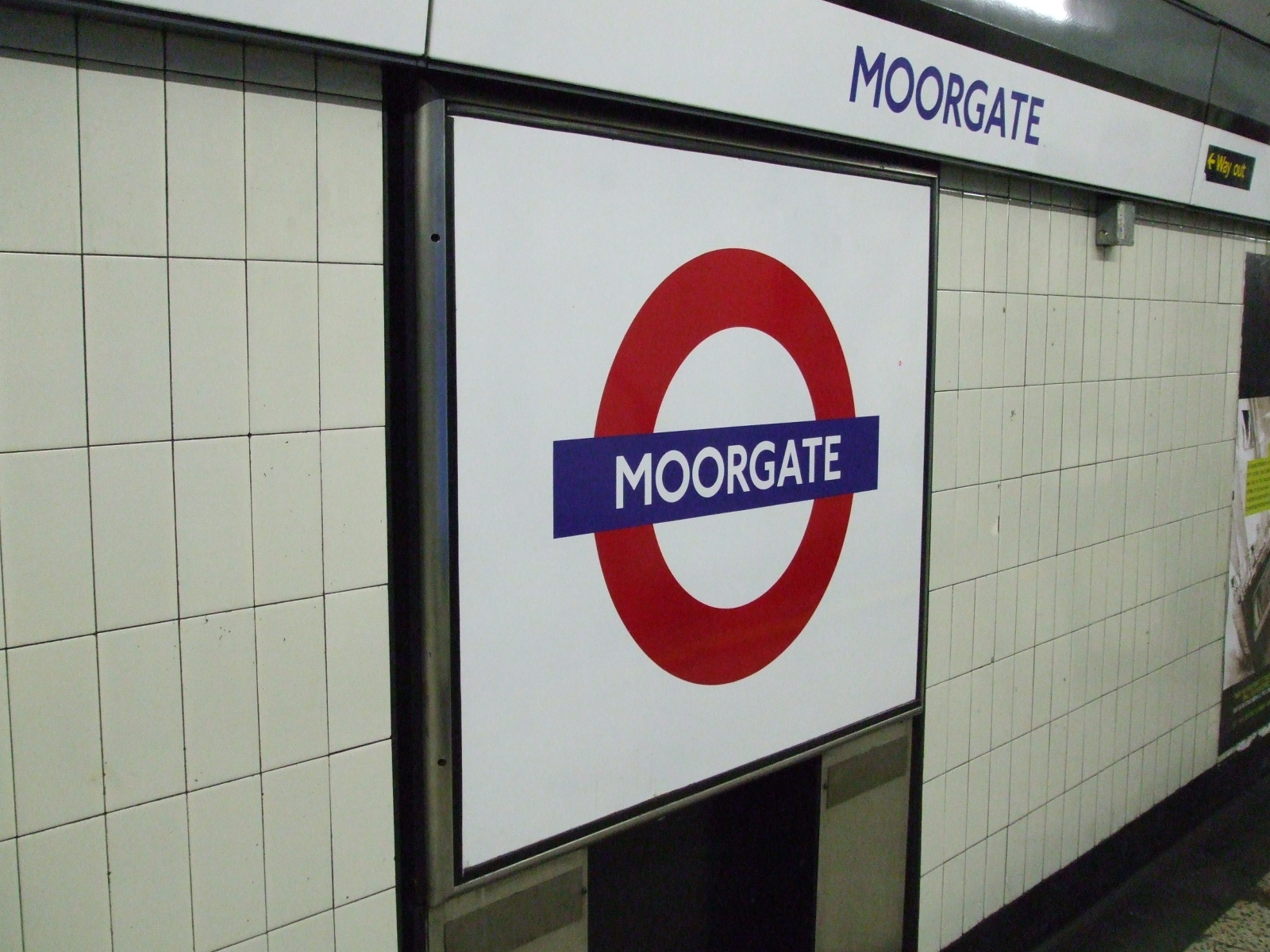
Рондель на путевой стене